# 완얀 발해
완얀 발해(完顏跋海)는 완안 오로의 맏아들이다. 1135년 안황제(安皇帝)로 추시되었다. 1144년 건릉(建陵)에 안장되었다.

## 가족관계
- 황후 : 절황후(節皇后, ? - ?)
  - 장남 : 금나라 추존 황제 헌조 완안 수가(獻祖 完顏 綏可, ? - 1005, 재위 983 - 1005)
  - 차남 : 완얀 신덕(完顏 信德, ? - ?)
  - 3남 : 완얀 사고덕(完顏 謝庫悳, ? - ?)
  - 4남 : 완얀 사이보(完顏 謝夷保, ? - ?)
  - 5남 : 완얀 사리홀(完顏 謝里忽, ? - ?)

| 전 대 완안 오로 | 제3대 여진 추장 962년 - 983년 | 후 대 완안 수가 |